# كأس الأمير 1969–70
أقيمت البطولة التاسعة لكأس الأمير في موسم 1969/1970، وقد شارك في هذه البطولة 12 فريق.

## الفرق المشاركة
- نادي السالمية
- نادي النصر الكويتي
- نادي خيطان
- نادي الشباب الكويتي
- نادي الكويت
- نادي الجهراء (الشهداء)
- نادي اليرموك
- نادي الفحيحيل
- نادي التضامن الكويتي
- نادي العربي الكويتي
- نادي القادسية الكويتي
- نادي كاظمة

## الدور التمهيدي
- نادي السالمية × نادي خيطان (2:4)
- نادي النصر الكويتي × نادي الشباب الكويتي (0:2)
- نادي الكويت × نادي الجهراء (الشهداء) (0:2)
- نادي اليرموك × نادي الفحيحيل (2:3)

## الدور الربع نهائي
- نادي السالمية × نادي التضامن الكويتي (1:4)
- نادي العربي الكويتي × نادي الكويت (0:2)
- نادي النصر الكويتي × نادي كاظمة (0:1)
- نادي اليرموك × نادي القادسية الكويتي (0:1)

## الدور النصف نهائي
- نادي العربي الكويتي × نادي السالمية (1:3)
- نادي اليرموك × نادي النصر الكويتي (0:1)

## النهائي
- نادي اليرموك × نادي العربي الكويتي (1:2)

سجل أهداف اليرموك :
- فايز مرزوق
- أحمد شهاب

سجل هدف العربي :
- عبد الحميد الفيلكاوي

## هداف البطولة
- محمود ديكسن (السالمية) 5 أهداف.